# خلواچاوری
خلواچاوری (به لاتین: Khelvachauri) یک منطقهٔ مسکونی در گرجستان است که در آجارستان واقع شده‌است.